# Lago Gods
El lago Gods (en inglés: Gods Lake, literalmente lago de los Dioses),  es un lago canadiense localizado en el noreste de la provincia de Manitoba. El lago tiene una superficie de 1.151 km², siendo  superficie el 7ª lago más grande de la provincia, el  41.º de Canadá y el 94.º del mundo. Se encuentra al norte del lago de la Isla, a una altitud de 178 metros, aproximadamente a 280 km al este de la ciudad de Thompson, Manitoba, Manitoba. Tiene un perímetro de 678 km.
En sus orillas se encuentran algunas comunidades de tribus nativas de las Primeras Naciones, como Gods Lake, Gods Lake Narrows (88 hab. en 2006) y Gods River.